# Neoclytus chevrolati
Neoclytus chevrolati es una especie de escarabajo longicornio del género Neoclytus, tribu Clytini, subfamilia Cerambycinae. Fue descrita científicamente por Castelnau y Gory en 1841.

## Descripción
Mide 8-12 milímetros de longitud.

## Distribución
Se distribuye por Cuba.